# Kosovac
Kosovac falu Horvátországban, Bród-Szávamente megyében. Közigazgatásilag Gornji Bogićevcihez tartozik.

## Fekvése
Bródtól légvonalban 63, közúton 78 km-re északnyugatra, Pozsegától légvonalban 37, közúton 50 km-re nyugatra, községközpontjától 1 km-re nyugatra, a Psunj-hegység lejtői alatt, az Okucsányról Újgradiskára menő út mentén, Okucsány és Gornji Bogićevci között fekszik. Déli határában halad át a Zágráb-Belgrád vasútvonal és az A3-as autópálya.

## Története
A török 1536 és 1544 között foglalta el ezt a területet, majd Boszniából pravoszláv szerbeket telepítettek ide. A térség csak 1687-ben szabadult fel a török uralom alól. Az első katonai felmérés térképén „Dorf Koszovacz” néven található. Lipszky János 1808-ban Budán kiadott repertóriumában „Koszovacz” néven szerepel.  
Nagy Lajos 1829-ben kiadott művében „Koszovecz” néven 23 házzal, 19 katolikus és 157 ortodox vallású lakossal találjuk.  A gradiskai határőrezredhez tartozott, majd a katonai közigazgatás megszüntetése után Pozsega vármegyéhez csatolták. 
1857-ben 117, 1910-ben 345 lakosa volt. Az 1910-es népszámlálás szerint lakosságának 31%-a horvát, 25%-a cseh, 23%-a szerb, 6%-a német, 3%-a olasz, 2-2%-a magyar és ruszin anyanyelvű volt. Pozsega vármegye Újgradiskai járásának része volt. Az első világháború után 1918-ban az új szerb-horvát-szlovén állam, majd később (1929-ben) Jugoszlávia része lett. 
1991-től a független Horvátországhoz tartozik. 1991-ben lakosságának 36%-a szerb, 35%-a horvát, 9%-a jugoszláv, 4%-a albán, 3%-a cseh nemzetiségű volt. A délszláv háború során a település már a háború elején 1991 tavaszán szerb ellenőrzés alá került. 1995. május 2-án a „Bljesak-95” hadművelet második napján foglalta vissza a horvát hadsereg. A szerb lakosság legnagyobb része elmenekült. 2011-ben a településnek 220 lakosa volt. 

## Lakossága
| Lakosság változása | Lakosság változása | Lakosság változása | Lakosság változása | Lakosság változása | Lakosság változása | Lakosság változása | Lakosság változása | Lakosság változása | Lakosság változása | Lakosság változása | Lakosság változása | Lakosság változása | Lakosság változása | Lakosság változása | Lakosság változása |
| ------------------ | ------------------ | ------------------ | ------------------ | ------------------ | ------------------ | ------------------ | ------------------ | ------------------ | ------------------ | ------------------ | ------------------ | ------------------ | ------------------ | ------------------ | ------------------ |
| 1857               | 1869               | 1880               | 1890               | 1900               | 1910               | 1921               | 1931               | 1948               | 1953               | 1961               | 1971               | 1981               | 1991               | 2001               | 2011               |
| 117                | 165                | 145                | 179                | 214                | 345                | 403                | 493                | 398                | 377                | 336                | 354                | 347                | 232                | 289                | 220                |

## Nevezetességei
Grigor Vitez költő síremléke a temetőben Lujo Lozica akadémiai szobrászművész alkotása. A stilizált virág alakú síremléket Grigir Vitez „Három tulipán” című verse után ihlette. Talapzatán tábla látható, amelyen a költészetet szimbolizáló lant található. A közvetlen környezet szabálytalan alakú kőlapokkal van kikövezve. Az emlékmű északi oldalán ápolt bukszus sövény található, a háttérben nyírfákkal és erdővel.

## Híres emberek
A falu szülötte Grigor Vitez (1911-1966) szerb származású horvát író, költő, műfordító.